# フランツ・クサーヴァー・ドルシュ

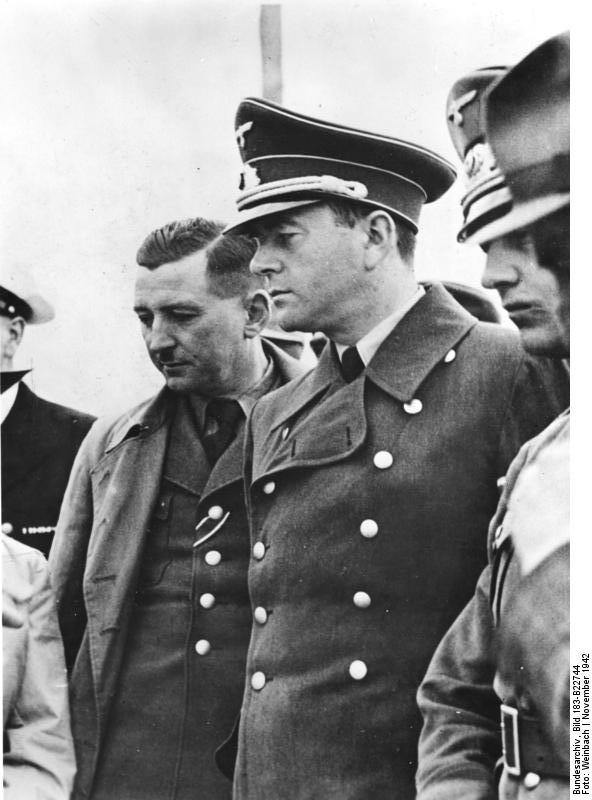
フランツ・クサーヴァー・ドルシュ

フランツ・クサーヴァー・ドルシュ（クサヘル・ドルシュ、ドイツ語: Franz Xaver Dorsch、1899年12月14日、イラーティッセン -†1986年11月8日、ミュンヘン）はドイツの建設技師である。1945年以前にしばらくのあいだ国務においてBaubeamterとして働き、戦後国務から離れビジネスとして勤めた。日本では名神高速道路の設計に影響を与えた。

## 生涯
1899年12月14日にバイエルン州イラーティッセンに生まれる。 
1922年に国家社会主義ドイツ労働者党とSAに入り、1923年11月ミュンヘン一揆に参加した。1933年からフリッツ・トートの右腕であり、トートと国家アウトバーン建設遂行を委ねられた。1936年彼はRegierungsbaumeisterになり2年後トートの下でトート機関 (OT) がジークフリート線構築を始めた。同時に機関は軍事的に結束し、Diplom-Ingeneurであるトートはドルシュを「戦争遂行の特別委任」に任じた。1940年2月、Ministerialdirektorに昇格した。
彼は1941年からベルリンにあるトート機関の中枢の首長となり、トートが1942年2月8日に航空機事故で歿すると、OTの長アルベルト・シュペーアの代理人に就任した。1941年6月22日からソ連に対するドイツ国防軍の奇襲の進行中に、1941年7月22日にミンスクの収容所のひどい状況を報告している。
1944年4月29日からシュペーアの指図のもとOTの長となり、これによって国内全域において強制労働者の投入について決定的な責任者となった。ユダヤ人女性のべ1700人をヴァルドルフ外部収容所に投入した。同時に彼はJägerstabになった。1945年5月8日の戦後にドルシュは米軍に協力し、すでに同年ヨーロッパ駐屯米軍の歴史部門のためにOT研究論文を執筆している。彼が届けた論文は1000ページを越えるまで増え続けた。
1951年、現在の Dorsch Consult Ingenieurgesellschaft mbhを設立した。西ドイツ復興においてこの企業はすでにインフラの大プロジェクトを多く請け負った。特にアウトバーンと後のNATOの軍事施設の再建と新規建設である。
1958年からは世界銀行の仕事に関与するようになり、同年7月に日本で初めての高速道路の設計顧問として初来日した。以来10年間に11回来日し、名神高速道路と東名高速道路の線形設計を指導した。名神高速道路の建設ではクロソイド曲線を導入することをすすめている。当時日本ではクロソイド曲線についてほとんど認識のない状況であり、これが日本の道路にクロソイド曲線が本格的に採用され始めるきっかけとなった。名神高速道路が完成後の1968年にはポール・ソンデレーガーとともに建設大臣から表彰を受けている。